# UNITER
UNITER (Unión de Teatro de Rumanía) es una asociación profesional, apolítica, no gubernamental y sin ánimo de lucro formada por los creadores del teatro gratis de Rumanía.
Se creó en febrero de 1990 y organiza una serie de programas dirigidos a estimular la creatividad y la promoción de intercambios teatrales entre Rumanía y otros países.
El 20 de septiembre de 2010, Ion Caramitru, director del Teatro Nacional de Bucarest  
fue reelegido presidente de UNITER.

## Premios Uniter
Los premios de la Unión son concedidos al final de la temporada teatral. La primera edición se llevó a cabo para la temporada teatral 1991-1992.
Se conceden para las categorías:
- La mejor actuación.
- El mejor director o la mejor directora.
- El mejor diseñador o la mejor diseñadora.
- El mejor actor.
- La mejor actriz.
- Crítica teatral.
- Radio Teatro.
- Teatro de televisión.
- Debut.

Un jurado de selección propone tres nominaciones para cada sección y en la noche de la Gala, otro jurado nomina a los ganadores por votación secreta. Además de estos premios, el Senado de UNITER otorga otras distinciones: el premio a la excelencia, premios para toda la actividad y premios especiales. El trofeo está hecho por el artista plástico Ion Bitzan.